# Cincinnati Bengals 1972
La stagione 1972 dei Cincinnati Bengals è stata la terza della franchigia nella National Football League, la quinta complessiva. La squadra iniziò la stagione vincendo cinque delle prime sette gare, sembrando potesse tornare a vincere la division come accaduto due anni prima. Tuttavia perse una partita di division chiave contro Pittsburgh, 40–17, seguita da un paio di sconfitte in gare equilibrate contro Oakland (20–14) e Baltimore 20–19. Il capo-allenatore Paul Brown affidò a Ken Anderson il ruolo di quarterback titolare e i Bengals risposero vincendo tre delle ultime quattro gare per un record di 8-6, non sufficiente per qualificarsi ai playoff.

## Roster
| Roster dei Cincinnati Bengals nel 1972 |
| --- |
| Quarterback - 14 Ken Anderson - 11 Virgil Carter Running Back - 38 Steve Conley - 44 Doug Dressler - 19 Essex Johnson - 26 Reece Morrison - 30 Jess Phillips - 18 Paul Robinson - 40 Pete Watson - 33 Fred Willis Wide Receiver - 89 Drew Buie - 18 Charlie Joiner - 25 Chip Myers - 17 Speedy Thomas Tight End - 88 Bruce Coslet - 87 Mike Kelly - 84 Bob Trumpy Offensive Linemen - 50 Tom DeLeone C/G - 63 Guy Dennis G - 72 Howard Fest G - 76 Vernon Holland T - 54 Bob Johnson C - 68 Steve Lawson G - 73 Pat Matson G - 71 Rufus Mayes T - 75 Stan Walters T Defensive Linemen - 82 Royce Berry DE - 70 Ron Carpenter DE - 79 Steve Chomyszak DT - 80 Ken Johnson DE/DT - 74 Mike Reid DT - 83 Sherman White DE Linebacker - 52 Doug Adams MLB - 51 Ken Avery OLB - 58 Al Beauchamp OLB - 66 Bill Bergey MLB - 56 Tim Kearney - 55 Jim LeClair OLB - 53 Bill PetersonOLB - 60 Ron Pritchard Defensive Back - 37 Tommy Casanova S - 34 Neal Craig S - 23 Bernard Jackson CB - 24 Ernie Kellermann S - 20 Lemar Parrish CB - 27 Al Randolph DB - 13 Ken Riley CB Special Team - 15 Dave Lewis P - 16 Horst Muhlmann K Lista delle riserve - 29 Sandy Durko S (IR) |
| Legenda - I rookie sono in corsivo. - Il primo ruolo è il principale mentre gli eventuali successivi indicano i ruoli secondari. - (IR) sta per Injured Reserve ed indica la lista ristretta per un solo giocatore infortunato che può tornare ad allenarsi dopo la settimana 6 e a rientrare in prima squadra dopo che questa ha giocato 8 partite. - (NF-Inj.) / (NF-Ill.) stanno rispettivamente per Non-Football Injured e Non-Football Illness ed indicano le liste dove viene inserito un giocatore che ha un infortunio o una malattia non dipendente dal football americano. - (PUP) sta per Physically Unable to Perform ed indica la lista dove viene inserito un giocatore mentre è in attesa di recuperare la condizione fisica. Nella stagione regolare dopo la sesta partita giocata dalla propria squadra, il giocatore ha tempo tre settimane per riprendere ad allenarsi, più tre settimane aggiuntive dal suo rientro agli allenamenti per rientrare in prima squadra. |

## Calendario
| Stagione regolare |              |                         |           |        |                               |         |
| Turno             | Data         | Avversario              | Risultato | Record | Stadio                        | Sintesi |
| 1                 | 17 settembre | at New England Patriots | V 31–7    | 1–0    | Schaefer Stadium              | Recap   |
| 2                 | 24 settembre | Pittsburgh Steelers     | V 15–10   | 2–0    | Riverfront Stadium            | Recap   |
| 3                 | 1 ottobre    | at Cleveland Browns     | S 6–27    | 2–1    | Cleveland Stadium             | Recap   |
| 4                 | 8 ottobre    | Denver Broncos          | V 21–10   | 3–1    | Riverfront Stadium            | Recap   |
| 5                 | 15 ottobre   | at Kansas City Chiefs   | V 23–16   | 4–1    | Arrowhead Stadium             | Recap   |
| 6                 | 22 ottobre   | at Los Angeles Rams     | S 12–15   | 4–2    | Los Angeles Memorial Coliseum | Recap   |
| 7                 | 29 ottobre   | Houston Oilers          | V 30–7    | 5–2    | Riverfront Stadium            | Recap   |
| 8                 | 5 novembre   | at Pittsburgh Steelers  | S 17–40   | 5–3    | Three Rivers Stadium          | Recap   |
| 9                 | 12 novembre  | Oakland Raiders         | S 14–20   | 5–4    | Riverfront Stadium            | Recap   |
| 10                | 19 novembre  | Baltimore Colts         | S 19–20   | 5–5    | Riverfront Stadium            | Recap   |
| 11                | 26 novembre  | at Chicago Bears        | V 13–3    | 6–5    | Soldier Field                 | Recap   |
| 12                | 3 dicembre   | New York Giants         | V 13–10   | 7–5    | Riverfront Stadium            | Recap   |
| 13                | 9 dicembre   | Cleveland Browns        | S 24–27   | 7–6    | Riverfront Stadium            | Recap   |
| 14                | 17 dicembre  | at Houston Oilers       | V 61–17   | 8–6    | Astrodome                     | Recap   |

Note
- Gli avversari della propria division sono in grassetto.

## Classifiche
| AFC Central Division |    |    |   |      |     |      |     |     |     |
|                      | V  | S  | P | %    | DIV | CONF | PF  | PS  | STR |
| Pittsburgh Steelers  | 11 | 3  | 0 | .786 | 4–2 | 9–2  | 343 | 175 | V4  |
| Cleveland Browns     | 10 | 4  | 0 | .714 | 5–1 | 9–2  | 268 | 249 | V2  |
| Cincinnati Bengals   | 8  | 6  | 0 | .571 | 3–3 | 6–5  | 299 | 229 | V1  |
| Houston Oilers       | 1  | 13 | 0 | .071 | 0–6 | 1–10 | 164 | 380 | S11 |